# ソ連対日宣戦布告
ソ連対日宣戦布告（ソれんたいにちせんせんふこく、ロシア語: Декларация СССР об объявлении войны Японии、英語: Soviet Declaration of War on Japan）は、1945年（昭和20年）8月8日に、ソ連が日本に対して行った宣戦布告。

## 概要
この布告では、連合国が発表したポツダム宣言を黙殺した日本に対し、世界平和を早急に回復するために「武力攻撃を行うこと」が宣言されている。これに先立ち、1945年（昭和20年）4月5日に、ソ連は日ソ中立条約の不延長（事実上の破棄）を通告していた。
ソ連軍は連合国の要請により対日参戦し、満洲国、樺太南部、朝鮮半島、千島列島への侵攻を開始し、日本軍と各地で戦闘になった。既に太平洋戦線の各地でアメリカ軍に敗退していた日本軍には、ソ連軍の進撃を防ぐ手段は無く、日本の降伏を決定付けた。
布告はモスクワ時間1945年8月8日午後5時（日本時間：午後11時）、ソ連のヴャチェスラフ・モロトフ外務大臣から日本の佐藤尚武駐ソ連大使に知らされた。事態を知った佐藤大使は、東京の政府へ連絡しようとした。モロトフ外相は暗号を使用して東京へ連絡する事を許可した。そして佐藤大使はモスクワ中央電信局から日本の外務省本省に打電した。しかしモスクワ中央電信局は受理したにもかかわらず、日本電信局に送信しなかった。
なお、ソ連の宣戦布告に対する日本側の措置であるが、本来対ソ宣戦を決定すべき最高戦争指導会議がポツダム宣言受諾問題で紛糾していたため、対ソ宣戦問題を討議する余裕が無く、結局日本側からの対ソ宣戦は行われなかった。よって、日本側の対ソ戦闘は、国家としての意思決定された戦闘ではなく、ソ連軍の攻撃に直面する現場での防衛行動という色合いが強い。
ソ連軍の攻撃は8月9日午前零時を以って開始されている。

### 通告と攻撃開始
1945年8月8日（モスクワ時間）夕刻、モロトフ外務人民委員が佐藤尚武駐ソ大使に対し宣戦を通告した。8月9日未明、ソ連軍は満ソ国境で攻撃を開始した。時刻表記は文献によりモスクワ時間・日本時間・ザバイカル時間が併用されるため比較に留意が必要である。

## 内容
ソ連対日宣戦布告においては、ソ連対日参戦の旨とその理由として、次の4点が述べられた。
1. 日本政府が7月26日の米英中による3国宣言（ポツダム宣言）を拒否したことで、日本が提案していた和平調停の基礎は完全に失われたこと。
2. 日本の宣言無視を受けて、連合国は、ソ連に、日本の侵略に対する連合国の戦争に参戦して世界平和の回復に貢献することを提案したこと。
3. ソ連政府は連合国に対する義務に従って右提案を受諾し、7月26日の3国宣言にソ連も参加することを決め、各国人民をこれ以上の犠牲と苦難から救い、日本人を無条件降伏後の危険と破壊から救うためにソ連は対日参戦に踏み切ること。
4. 以上の理由からソ連政府は8月9日から日本と戦争状態に入るべきこと。

## 日本側の対応
前述のように、佐藤大使からの公電は東京の外務省本省に届くことは無かった。
一方、日本政府では、ソ連を仲介者とする連合国との和平工作を行っており、ポツダム会談直前の7月13日には元内閣総理大臣の近衛文麿を昭和天皇の特使としてモスクワに派遣して和平の仲介をソ連の首脳に依頼することを決定し、その日のうちに佐藤大使からモロトフ外務大臣の留守を預かるソロモン・ロゾフスキー外務人民委員代理に伝達された。従って、日本としてはソ連側から特使受入れの可否の回答が来るのを待っている状態であり、東郷茂徳外務大臣はポツダム宣言が出された時にこれを受諾すべきとしつつも、ソ連が宣言に加わっていない以上、特使派遣に関する回答を待つべきと考えていた（実際にはポツダム会談の中でソ連のスターリン首相とアメリカのトルーマン大統領らの間で特使問題も協議され、アメリカ側は日本側の話を聞く意味はないと考えつつも、ソ連側による「特使の性格が不明確」などの理由をもって回答を拒否せずに引き伸ばす方針が了承されていた）。
日本政府がソ連の対日宣戦の事実を知ったのは8月9日午前4時（日本時間）にタス通信がその事実を報じ始めてからで、外務省では午前5時頃に東郷外務大臣に報告が上げられ、前後して同盟通信社の長谷川才次海外局長も東郷外務大臣及び迫水久常内閣書記官長に通報した。御前会議においてポツダム宣言受諾の聖断が下された後の10日午前11時15分からソ連大使館側の要請によって貴族院貴賓室において東郷外務大臣とヤコフ・マリク駐日ソ連大使の会談が行われた。その中で、マリク大使より正式に対日宣戦布告の通知が行われたのに対し、東郷外務大臣は、日本側はソ連側からの特使派遣の回答を待っており、3国宣言（ポツダム宣言）の受諾の可否もその回答を参考にして決められる筈なのに、その回答もせずに何をもって日本が宣言を拒否したとして突然戦争状態に入ったとしているのか、とソ連側を批判した上で、日本は3国宣言を受諾した旨をソ連政府に通告するように述べ、更にソ連が自己の仲介によって大戦を終結させることは今後の国際政治における地位を有利に出来る機会であったのにそれを逃したことに対する遺憾の念も伝えたのであった。

## 背景

### 連合国
この宣戦布告が発表された背景には、連合国間の政治的な駆け引きが影響している。
1945年になってから連合国はドイツの戦後処理と日本の本土攻略に焦点を当てていた。この討議のため、2月にヤルタ会談が開催され、ソ連参戦が議論された。当時日本と太平洋戦争を遂行していたアメリカ政府は、ソ連と連携して日本を攻略することを考えており、ソ連の参戦を「外モンゴルの現状維持」「満洲におけるソ連の権益を回復」「大連港を国際化」「南樺太の奪還」「千島併合」の五項目要求をのちに蒋介石の了解を得るという条件で認め、英国も加えた秘密合意に達した。
また、5月のポツダム予備会談において、ソ連のスターリンは、極東ソ連軍が8月中に攻勢作戦を発動すること、満洲国領域における中国の主権を尊重すること、朝鮮半島を米ソ英中が信託統治すること、などの旨を表明した。さらに対日処理については、無条件降伏と徹底的な軍備撤廃、ソ連軍による日本占領を主張し、アメリカに戦略物資の支援を要求した。
アメリカ統合参謀本部は、ソ連が戦争の決着がついた所に便乗してくるとの見方を強めていた。一方、アメリカのルーズベルト大統領は完成寸前の原爆製造についてヤルタ会談ではソ連に対して一言も言及せず、もしスターリンが便乗的な侵略を満洲及び日本国北方で開始しても日本本土に対する原爆投下で十分その意図を挫くことができると考えていた。またソ連側の火事場的泥棒ともいえるアメリカに対しての戦略物資支援の要求には半ば呆れた。1945年7月16日、アメリカは世界で初めて原爆実験を実施して成功する。こうして、満洲とソ連国境でそんな双方の思惑を外に徐々にその不穏なソ連軍の動きは対日参戦が開始される1945年8月9日に向けて増していった。

### 日本
日本においては小磯国昭内閣が和平工作を推進し、危機的な状況を主に外交交渉によって打開しようと模索していた。小磯内閣は発足当初、戦争の完遂と同時に対ソ戦争回避を目標として対外政策を進めた。そのため、小磯内閣は戦争遂行とともにソ連との国交を好転させ、和平工作を進めることに努力した。
しかし既にソ連は日本に対する開戦準備の兆しを見せており、1944年にスターリンは革命記念日の演説において日本を侵略国と発言し、また7月から8月及び11月から12月に各2回の国境地区における不法行為が発生している。また1945年4月5日にソ連は日ソ中立条約の不延長を日本に通告した。その理由として「情勢が締結当時と一変し、今日本はソ連の敵国ドイツと組して、ソ連の盟友であるアメリカ・イギリスと交戦しており、このような状態において日ソ中立条約の意義は失われた」と述べられた。日本はヤルタの秘密協定の合意を知らなかったが、ソ連の開戦意図を知りえた。当時の政府及び軍関係者はソ連の対日参戦の意思をこの時点で認識していた。同条約の効力は、双方ともに相手国に不延長を通告すればなくなるからである。

### 日ソ交渉
日ソ中立条約の不延長通告の後も、日本はソ連を仲介者とする連合国との和平工作を行っていた。新たに成立した鈴木貫太郎内閣は、発足してから戦争を終結に導くため首脳部の懇談会を持ち、「国体護持」と「国土保衛」を戦争目的とした。だが連合国は「無条件降伏」を主張してくるため、これを受諾することはできず、外交においては和平工作を推進し、軍事面では外交交渉を少しでも有利に進めるために、最低限国体護持を包括する和平へ導くため戦争を継続することが決定された。この政策は木戸幸一内府が試案を起草し、試案において現在の日本の状況が危機的であり、和平の外交交渉が早急に必要であると論じた。そして当時中立条約を締結していたソ連を介し、アメリカ・イギリスと最低限の条件で名誉ある講和を実現し、海外の部隊は撤退、軍事力も国防に必要な最低限に縮小することが述べられている。この試案は1945年6月9日に天皇及び首相、陸海軍などと協議し、実行に移すことが決まった。
ただし、この政策には当初から反対もあった。東郷外相はソ連の対日政策はすでに挑戦的なものへと移行しており、実現する可能性は低いとして対ソ和平交渉政策に同意していない。しかし鈴木首相は、可能性を模索する意味で対ソ交渉政策を進めていた。また、東郷も内閣発足より陸軍側からソ連の対日参戦を防ぐためにソ連との外交交渉を求めてきたことを重視し、陸軍の抵抗を抑えながら無条件降伏以上（すなわち「国体護持」）の講和を導ける可能性があるのは現状ソ連の仲介しかないこと、ソ連が実際に参戦すれば日本にとって致命的になるという判断からこれを進めることになった。

## 戦闘状況
ソ連軍「大祖国戦争の歴史」（第5巻、548-549ページ）に記載されているように:
関東軍の部隊と編隊には、短機関銃、対戦車銃、ロケット砲はまったくなく、大口径砲の予備はほとんどありませんでした（歩兵師団と砲兵連隊と師団の一部としての旅団では、ほとんど, 75mm砲があった場合
8月9日以降、ソ連軍が満洲国や日本領樺太に軍事侵攻した当時、関東軍は南方へ兵力の過半数を引き抜かれていたが、満洲居留邦人15万名、在郷軍人25万名を根こそぎ動員、さらに中国戦線から4個歩兵師団を戻してなんとか74万人の兵員を調達した。関東軍特種演習により集めた戦車200輌、航空機200機、火砲1000門も健在であった。しかし兵員の半数以上は訓練不足（航空部隊のほとんどが戦闘未経験者）、日ソ中立条約破棄を想定していなかった関東軍首脳部の混乱、物資不足（砲弾は約1200発ほどで、また小銃が行き渡らない兵士だけでも10万名以上）のため事実上の戦力は30万名程度だったといわれている。大本営は本土決戦準備を優先し、関東軍に対して増援を送らないことを決定していた。それに比べて極東ソ連軍のヴァシレフスキー総司令官率いるソ連軍は兵員1,577,725人と火砲・迫撃砲26,137門、戦車・自走砲5,556両、航空機3,446機という圧倒的な装備を擁して満洲国への侵攻を開始、関東軍の陣地、要塞を次々と攻略した。
関東軍は事前の防衛要綱に則り、随時後退しながらの持久戦を決定し、朝鮮半島北部付近への集結を目指していた。関東軍の一部の部隊は避難民撤退の時間的猶予を稼ぐために固守し、全滅した部隊も存在した。日本軍の歩兵は地雷や爆薬で対戦車戦闘を行ったが、ソ連戦車の榴弾や機銃、航空攻撃で掃討されてしまった。関東軍のわずかな航空部隊は最終手段として特攻も試みたが、ソ連軍航空部隊に迎撃をされ多くは失敗した。
ソ連軍の侵攻は日本人居住民にとっては恐怖以外の何物でもなく、居留民は中国及び満洲南部、朝鮮へと随時避難した。関東軍は兵力を朝鮮南部一帯に集中させて本土からの増援部隊を待ったが玉音放送を迎え、大本営から戦闘停止命令を受け、戦闘行動を中止しソ連軍に降伏した。ただし、北海道北部までの獲得をもくろんだスターリンの命令により、ソ連軍は終戦後も8月末まで侵攻を続け樺太を占領した。8月18日以降新たに千島列島でも戦闘が開始され、アメリカ政府からの抗議を受けながらも降伏文書調印後の9月4日まで 侵攻を止めなかった。この結果、ソ連は最終目標である北海道こそ占領できなかったが、千島列島と南樺太および歯舞諸島、色丹島の占領を成功させた。

## シベリア抑留
戦闘において満洲国や南樺太などで捕虜となった旧日本軍将兵や在満洲民間人、満蒙開拓移民団など約65万人の軍人・軍属が連行されシベリアの強制収容所に抑留された（ポツダム宣言違反）彼らは過酷な環境下で強制労働に従事させられ、6万人を超える死者を出した。抑留された捕虜の総数については一説には200万人以上（ワレンチン・アルハンゲリスキーの著作およびダグラス・マッカーサー元帥の統計より）ともいわれている。